# Jogos Insulares de 1989
Os Jogos Insulares de 1989 foram a terceira edição do Jogos Insulares. Eles foram realizados nas Ilhas Faroé entre os dias 5 e 13 de julho de 1989.

## Quadro de medalhas
| Pos                 | Equipe              | Ouro | Prata | Bronze | Total |
| 1                   | Ilha de Man         | 34   | 28    | 23     | 85    |
| 2                   | Islândia            | 14   | 12    | 8      | 34    |
| 3                   | Ilhas Faroé         | 13   | 5     | 10     | 28    |
| 4                   | Gotland             | 11   | 9     | 6      | 26    |
| 5                   | Guernsey            | 9    | 12    | 16     | 37    |
| 6                   | Ilha de Wight       | 8    | 8     | 6      | 22    |
| 7                   | Åland               | 5    | 11    | 9      | 25    |
| 8                   | Jersey              | 5    | 8     | 7      | 20    |
| 9                   | Orkney              | 4    | 3     | 4      | 11    |
| 10                  | Gibraltar           | 1    | 1     | 6      | 8     |
| 11                  | Shetland            | 0    | 3     | 1      | 4     |
| 12                  | Anglesey            | 0    | 3     | 0      | 3     |
| 13                  | Groelândia          | 0    | 2     | 3      | 5     |
| 14                  | Frøya               | 0    | 0     | 0      | 0     |
| 14                  | Hitra               | 0    | 0     | 0      | 0     |
| Totais (15 Equipes) | Totais (15 Equipes) | 104  | 105   | 99     | 308   |

## Esportes
- Atletismo - resultados
- Badminton - resultados
- Ciclismo - resultados
- Futebol (1) (detalhes)
- Ginástica - resultados
- Judô - resultados
- Natação - resultados
- Tênis de mesa - resultados
- Tiro com arco - resultados
- Tiro esportivo - resultados
- Vôlei - resultados